# Raphionacme lanceolata
Raphionacme lanceolata är en oleanderväxtart som beskrevs av Schinz. Raphionacme lanceolata ingår i släktet Raphionacme och familjen oleanderväxter. Inga underarter finns listade i Catalogue of Life.